# Ferrite (magnetismo)
In elettrotecnica ed elettronica, con il termine ferrite si identificano alcuni materiali costituiti principalmente da materiali ceramici e ossido del ferro(III) (Fe2O3), più raramente da magnetite (Fe3O4) ed altri ossidi metallici. La ferrite fu sviluppata nel 1930 da Yogoro Kato e Takeshi Takei dell'Istituto di tecnologia di Tokyo.
A seconda della composizione la ferrite può essere ad alta e bassa coercitività.

## Usi
Il maggiore uso è la costruzione di nuclei per induttori e trasformatori, soprattutto a frequenze maggiori di quella della rete elettrica, incrementandone il loro rendimento e/o riducendone le dimensioni. La ferrite non si presta a forti campi magnetici, ma ha una piccola curva di isteresi, che la rende adatta dove si svilupperebbero facilmente delle correnti parassite. Per tal ragione, i trasformatori in ferrite hanno delle potenze a vuoto trascurabili.
La ferrite è da considerarsi elettricamente isolante.
La ferrite è impiegata anche per abbattere le correnti alternate indesiderate, dalle decine di kHz ai pochi MHz, di modo comune, fonti di possibili disturbi, e che corrono su cavi elettrici, su singoli conduttori o sulla superficie esterna dei cavi schermati. La si trova solitamente ad una o su entrambe le estremità dei cavi in forma di cilindretto e rivestita in plastica. Il suo effetto non va confuso con la schermatura che, al contrario, è realizzata attraverso materiali conduttori.